# ボンデージ

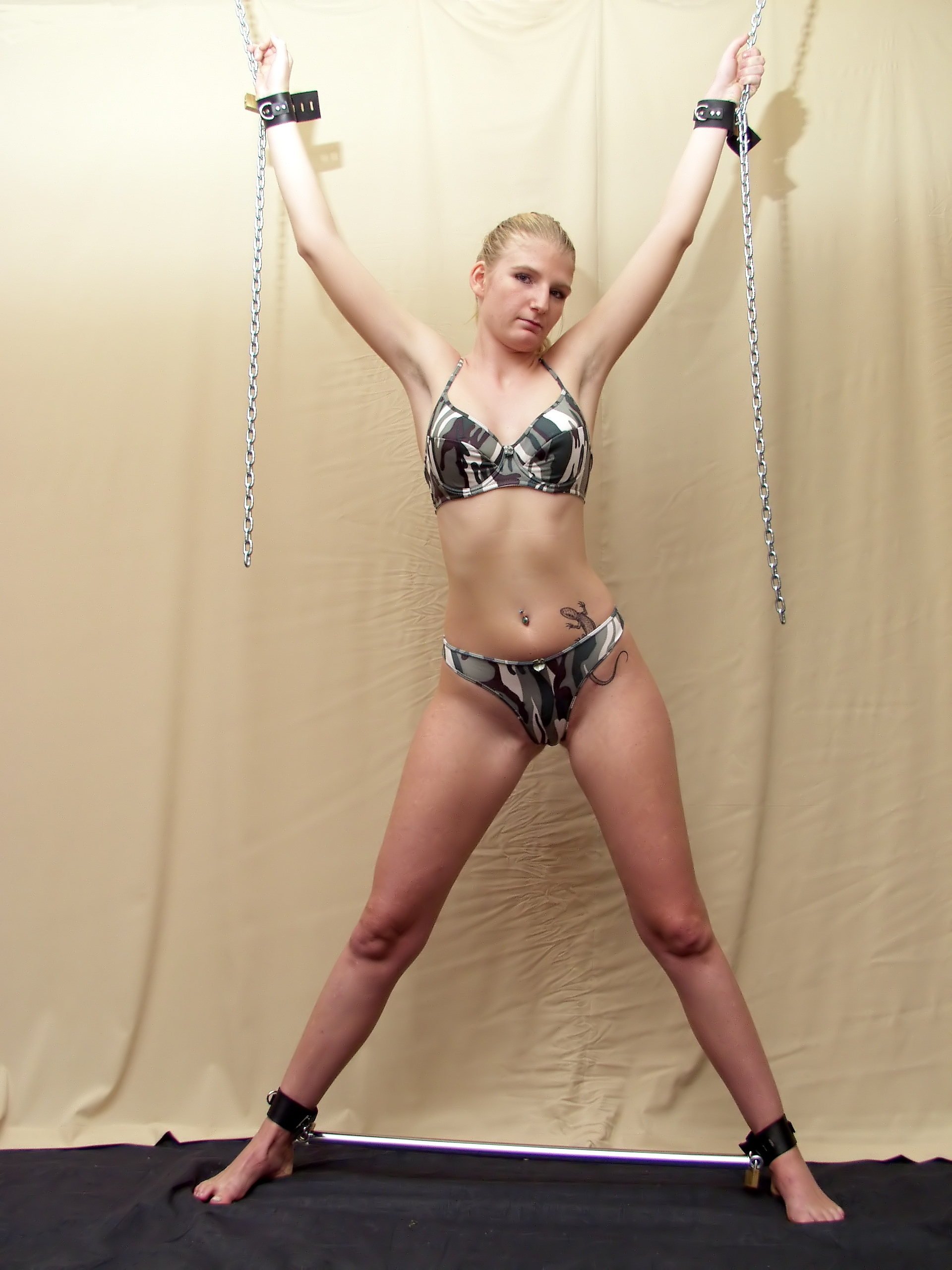
ボンデージ

ボンデージ (bondage) は、性的興奮を得るための拘束行為、もしくは拘束を行うための道具。アダルトビデオなど、成人向け媒体では「ボンテージ」と記すケースもあるが、誤記である。

## 概要
ボンデージとは本来拘束状態を示す英語である。SMプレイのことを指すように用いられた結果幅広く解釈が広がり個々の定義は広範化している。ボンデージとは、何を指すのかについては様々な意見があり、次のような観点がある。
1. BDSMを行っているグループでは、ボンデージは服従、被服従関係を築く技術の1つである
2. 性行為を行うカップルの間では、ボンデージは性行為の技術の1つである
3. 自慰行為を行うものにとっては、想像をかきたてる方法である
4. 自縛行為に代表される、1人で行えるものである

ボンデージはほぼすべての性的嗜好の人に受け入れられる要素があるが、性的関係で革・ラテックス・PVCなどの光沢のある衣服に身を包むという嗜好が1つであると考えられている。

## 字義的な意味とファッション

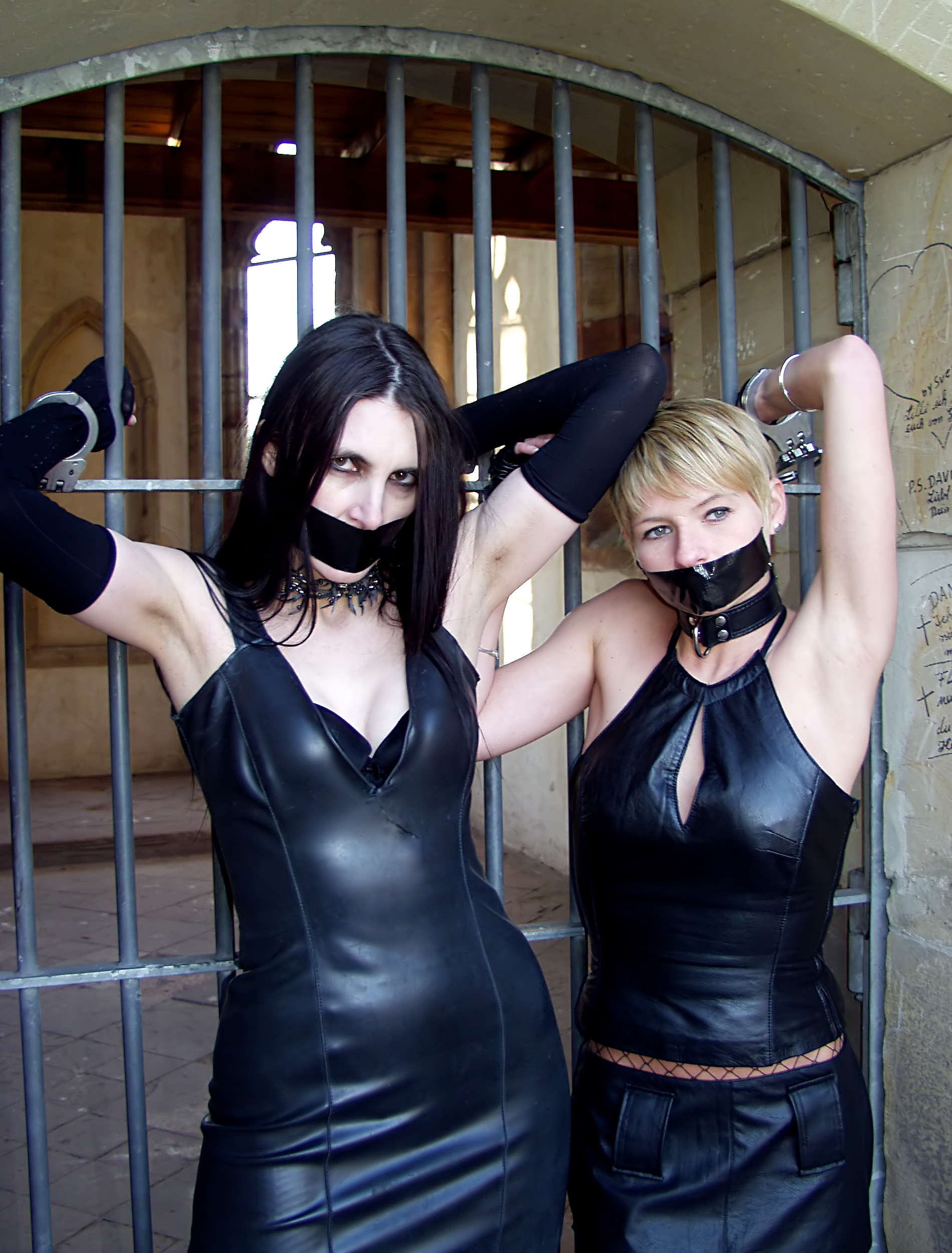
ボンデージファッションの例

英語ではBondageは「束縛」、「拘束」、「囚われの身分」、「囚われの状況」を指す言葉であり、字義的には支配的なパートナーが服従的なパートナーを何らかの形で束縛することがボンデージと解釈することができる。ただ近年、革やPVC製の衣服をボンデージと見なすことも多い。
手錠や鎖などのアイテムと、身体を締め付けるドレス、黒のレザーやゴムを素材としたデザインはボンデージファッションと呼ばれ、1990年代に流行した。ジャン＝ポール・ゴルチエがマドンナの衣装に取り入れたのがきっかけとされる。

## 危険と安全対策
ボンデージを楽しむためには、様々な安全対策が必要であり、またパートナーが十分に信用できる人物であることが何よりも大切である。注意すべき点は多岐にわたるが次のような点が挙げられる。
- 行為を終わらせるために言う言葉であるセーフワード (safeword) をあらかじめ決めておき、不快な場合はただちにこのセーフワードを叫んでボンデージを止めさせる
- 飲酒状態でボンデージを行わない
- 拘束した人を眼の届かないところで放置しない
- 首の周りにヒモやロープを結ばない。首輪などの場合は、十分な余裕があることを確認する
- 胸などが圧迫され、呼吸困難になる体勢を放置しない
- ハサミやナイフを準備し、ボンデージ器具が故障したり、結び目が解けなくなった場合でもすぐに拘束を解けるようにしておく
- 頭をすっぽり覆うものや口にはめるものを使う時には、呼吸ができることを確認し、飲み込んでしまった場合でも（なにかの事情で嘔吐した場合は嘔吐物が）喉につまらないようになっているものを選ぶ

## セーフワード
ボンデージプレイの場合、支配的なパートナーと服従的なパートナーとの行為はロールプレイになることが多い。それゆえ、服従的なパートナーは気分を高揚させようと、「いや」とか「やめて」という言葉を発する。この言葉をそのまま受け止めていたのではいちいちプレイを中断せねばならないが、もし無視してプレイが続けられたならば、本当に「いや」で「やめて」ほしい場合でも止める手段が無いことになる。そのため、パートナー同士で「行為を終わらせるために言う言葉」をあらかじめ決めておき、それが発せられた場合はただちに止めることが、互いの信頼関係を維持する方法となる。しかし、猿轡などを好む場合はセーフワードを言うことが困難となる。その場合は、ジェスチャーなどなんらかの方法で行為の中断を伝える余地を残しておくことが必要である。